# Садовое (Красноградский район)
Садовое (укр. Садове), посёлок, 
Владимировский сельский совет,
Красноградский район,
Харьковская область.
Код КОАТУУ — 6323380507. Население по переписи 2001 года составляет 437 (206/231 м/ж) человек.

## Географическое положение
Посёлок Садовое находится на правом берегу реки Вшивенькая. Посёлок состоит из 2-х частей, разнесённых на 4 км. Примыкает к селу Владимировка.
Возле посёлка большие садовые массивы.
Одна из частей посёлка находится рядом с автомобильной дорогой М-18.

## История
- 1924 — дата основания.

## Достопримечательности
- Братская могила советских воинов и памятный знак воинам-односельчанам. Похоронено 7 воинов.